# Jolik'Alum
Jolik'Alum är en ort i Mexiko.   Den ligger i kommunen Chalchihuitán och delstaten Chiapas, i den sydöstra delen av landet, 700 km öster om huvudstaden Mexico City. Jolik'Alum ligger 1 163 meter över havet och antalet invånare är 405.
Terrängen runt Jolik'Alum är kuperad åt nordost, men åt sydväst är den bergig. Terrängen runt Jolik'Alum sluttar norrut. Runt Jolik'Alum är det ganska glesbefolkat, med 45 invånare per kvadratkilometer. Närmaste större samhälle är Simojovel de Allende, 11,1 km nordväst om Jolik'Alum. I omgivningarna runt Jolik'Alum växer huvudsakligen savannskog.